# Detective Conan: El Puño de Zafiro Azul
Detective Conan: El Puño de Zafiro Azul (Japonés: 名探偵コナン 紺青の拳;  Hepburn: Meitantei Conan: Konjo no Fisuto?), es una película japonesa estrenada el 12 de abril de 2019, del género policíaco, dirigida por Tomoka Nagaoka y la vigésimo tercera de la franquicia Detective Conan.

## Reparto
- Minami Takayama como Conan Edogawa.
- Wakana Yamazaki como Ran Mōri.
- Rikiya Koyama como Kogorō Mōri.
- Kappei Yamaguchi como Shinichi Kudō y Kaito Kid.
- Ken'ichi Ogata como el profesor Agasa.
- Megumi Hayashibara como Ai Haibara.
- Yukiko Iwai como Ayumi Yoshida.
- Ikue Ōtani como Mitsuhiko Tsuburaya.
- Wataru Takagi como Genta Kojima.
- Naoko Matsui como Sonoko Suzuki.
- Nobuyuki Hiyama como Makoto Kyogoku.
- Ikusaburo Yamazaki como Leon low.
- Mayuko Kawakita como Rachel Cheongu.
- Ryan Drees como Hezli Jamaluddin.
- Jeff Manning como John Han Chen.
- Yū Asakawa como Sherilyn Tan.
- Hiroki Takahashi como Reijiro Nakatomi.
- Charles Glover como Mark Aidan.
- Yūki Kaji como Rishi Ramanathan.
- Kurt Common como Eugene Lim.